# The Korgis (album)
The Korgis è il primo album in studio del gruppo musicale britannico omonimo, pubblicato il 1º luglio 1979.
È conosciuto soprattutto per il brano If I Had You, piazzatosi al 13º posto della UK Singles Chart. Il brano vede inoltre la partecipazione di Alan Wilder (futuro membro dei Depeche Mode dal 1982 al 1995) in qualità di tastierista e corista.

## Tracce

### Lato A
1. Young 'n' Russian – 3:12
2. I Just Can't Help It – 3:43
3. Chinese Girl – 2:19
4. Art School Annexe – 3:37
5. Boots and Shoes – 4:32

### Lato B
1. Dirty Postcards – 4:45
2. O Maxine – 2:39
3. Mount Everest Sings the Blues – 2:32
4. Cold Tea – 4:26
5. If I Had You – 3:55